# The Viper Room
Il Viper Room è un locale situato all'8852 sul Sunset Strip di West Hollywood, California.

## Storia
Fu aperto nell'agosto 1993 ed è stato in parte di proprietà dell'attore Johnny Depp fino al 2004. Il club era di proprietà di Harry Morton, deceduto a 30 anni per problemi cardiaci, figlio del fondatore del Hard Rock Cafe, Peter Morton. Il club è diventato noto per essere un ritrovo di molte celebrità di Hollywood, inoltre fu il luogo dove l'attore River Phoenix morì di overdose la notte di Halloween del 1993. Nel gennaio del 1995 invece, il cantante australiano Jason Donovan ebbe una violenta overdose di droga all'interno del locale. Il Viper Room ha subito diversi passaggi di proprietà, e continua ad ospitare musica di molteplici generi, tra metal, punk rock e rock alternativo.
Lo spazio in cui si trova il club era in origine un bar jazz chiamato Melody Room, luogo di incontro di Bugsy Siegel e Mickey Cohen. Negli anni settanta e ottanta ha operato come un club chiamato The Central, che era vicino alla chiusura già prima che Chuck E. Weiss, che aveva suonato li per anni, suggerisse a Depp di acquistare il posto e rinominarlo "The Viper Room".
Nonostante la morte di River Phoenix nello stesso anno di apertura, il club divenne e rimase un luogo di ritrovo per i più popolari giovani attori e musicisti di Hollywood, tra cui Jennifer Aniston, Tommy Lee, Lisa Marie Presley, Pamela Anderson, Jared Leto, Kate Moss, Christina Applegate, Quentin Tarantino, Angelina Jolie, Gwen Stefani, Rosario Dawson, Naomi Campbell, Tobey Maguire, Courtney Love e Leonardo DiCaprio. Adam Duritz, il cantante dei Counting Crows, ha lavorato come barista al Viper Room tra la fine del 1994 e l'inizio del 1995 per sfuggire alla sua fama. Nel 1997 il Viper Room è anche il luogo di alcune performance soliste di John Frusciante dei Red Hot Chili Peppers nel periodo del suo cattivo stato di salute causato dall'abuso di droghe. Le Pussycat Dolls si esibirono al Viper Room dal 1995 al 2001. Su richiesta di Depp, Tom Petty e gli Heartbreakers suonarono durante la notte di apertura del club, il 14 agosto 1993.
Il Viper Room appare nel film Be Cool, del 2005, nella scena in cui Chili Palmer (John Travolta) sente per la prima volta Linda Moon (Christina Milian) cantare.